# Pseudopodospermum hispanicum
La scorzonera di Spagna (Pseudopodospermum hispanicum  (L.) Zaika, Sukhor. & N.Kilian, 2020) è una specie di piante angiosperme dicotiledoni della famiglia delle Asteraceae dall'aspetto simile alle margherite di colore giallo.

## Etimologia
Il nome del genere (Pseudopodospermum) significa "simile/derivato" dal genere Podospermum (un sinonimo di Scorzonera). Il termine Podospermum deriva dall'unione della parola greca: podos (= piede) e sperma (un suffisso che si riferisce ai semi). Tale nome probabilmente è stato dato per qualche carattere della base dei frutti acheni. L'epiteto specifico (hispanicum) deriva dal suo areale più tipico (anche se le sue origini probabilmente sono dell'Europa Centrale - Asia); mentre uno dei nomi comuni ("viperaria") deriva dalle sue presunte qualità medicamentose.
Il binomio scientifico della pianta di questa voce è stato proposto dai botanici Carl von Linné (1707 – 1778), Maxim A. Zaika, Alexander Petrovich Sukhorukov (1967-) e Norbert Kilian (1957-) nella pubblicazione "PhytoKeys" (PhytoKeys 137: 68) del 2020.

## Descrizione

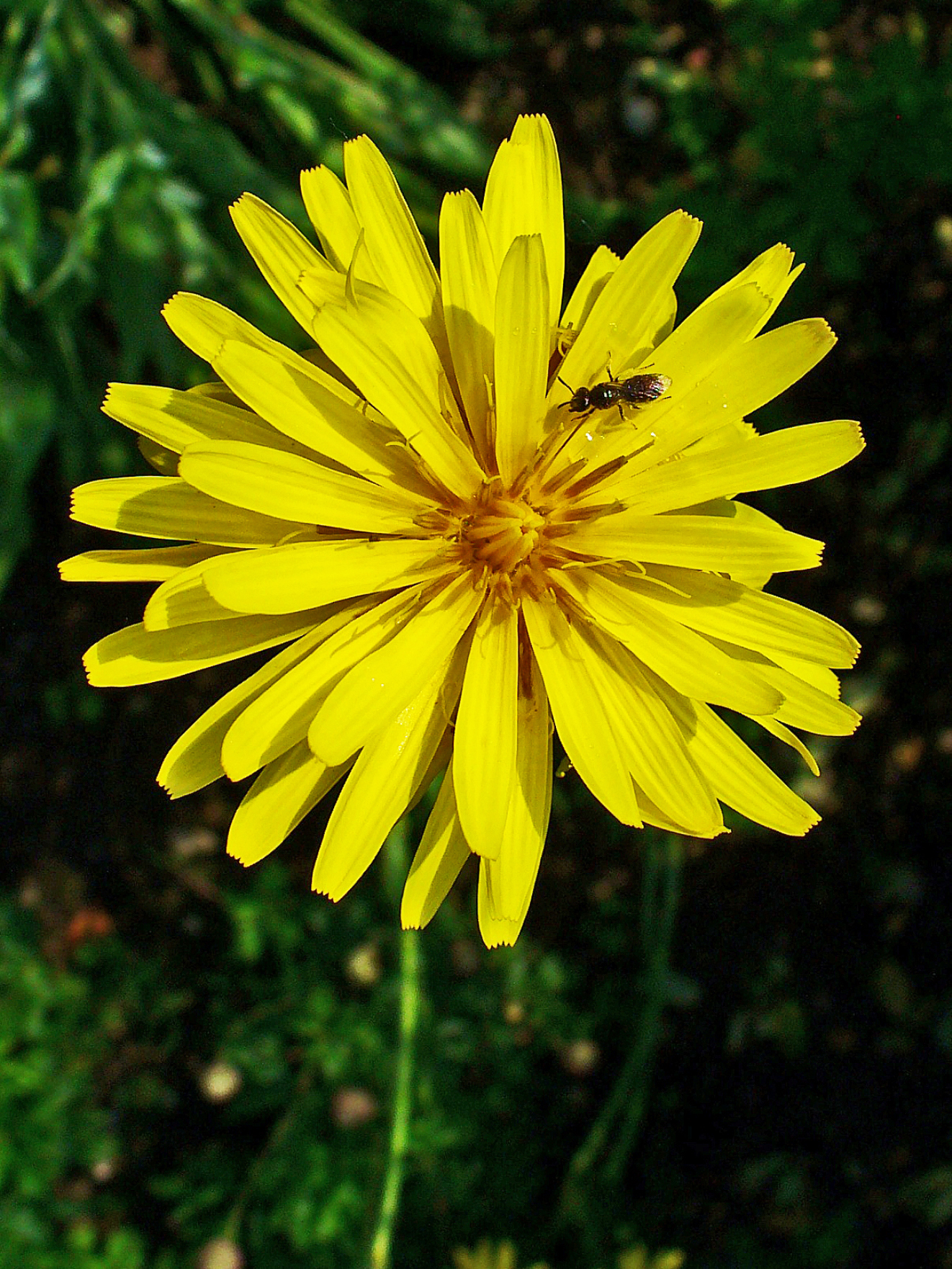
Fiore di scorzonera

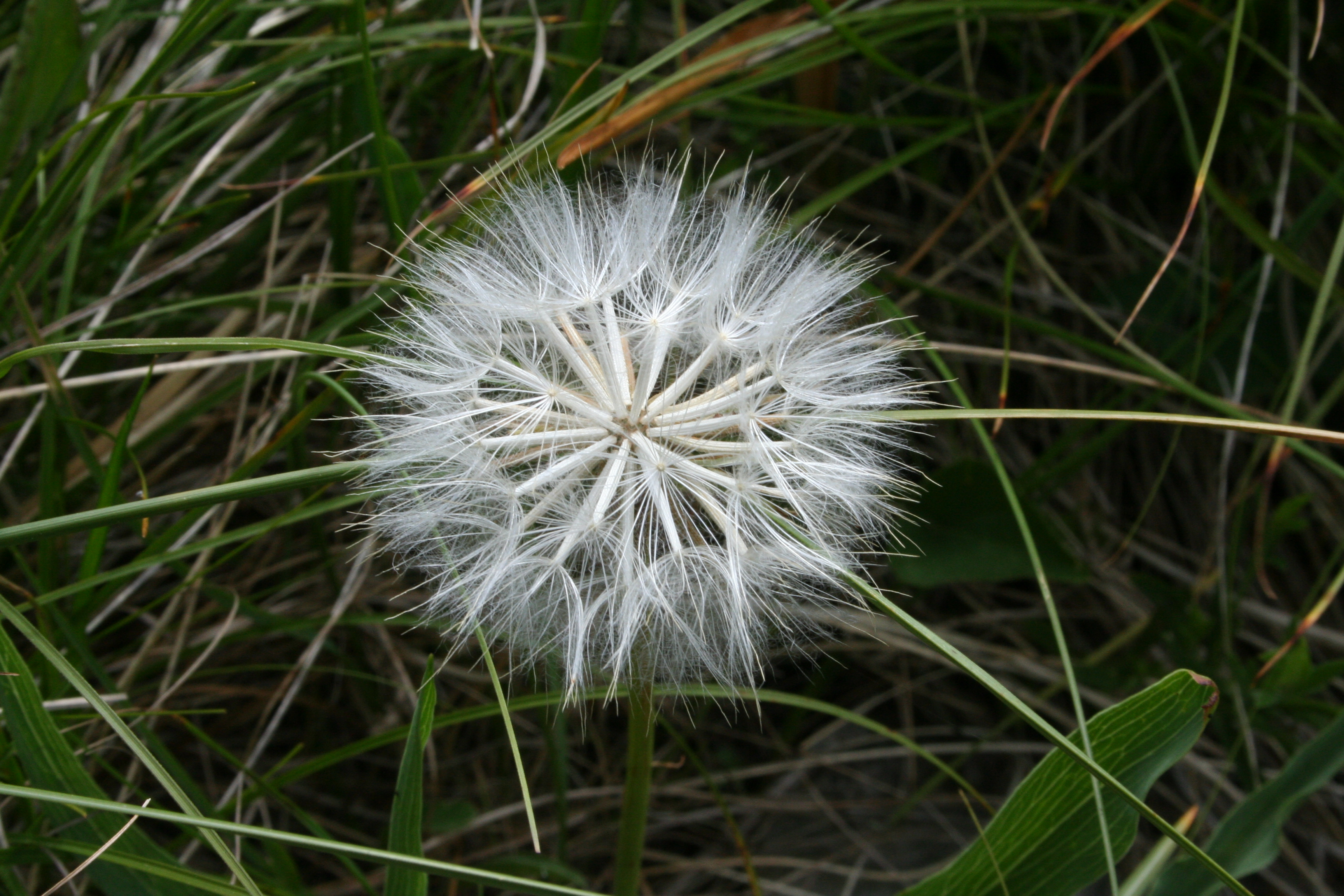
Frutti di scorzonera

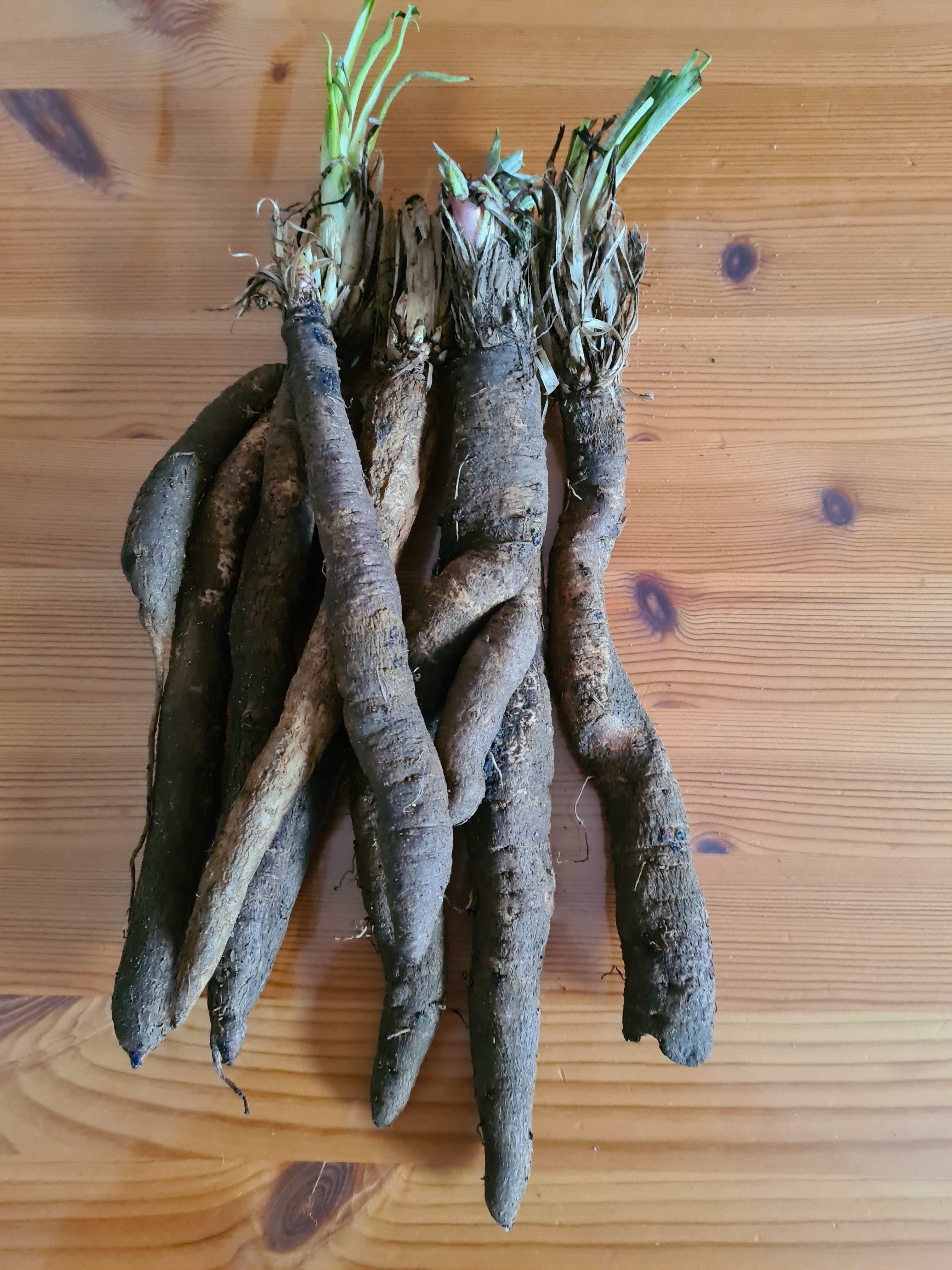
Radici di scorzonera

Habitus.  La forma biologica è emicriptofita scaposa (H scap), ossia sono piante perenni, con gemme svernanti al livello del suolo e protette dalla lettiera o dalla neve, spesso sono dotate di un asse fiorale eretto e privo di foglie. Tutta la pianta è glabrescente. Queste piante contengono inoltre grandi quantità di inulina (circa il 30% della sostanza carboidrata).
Fusto. L'altezza di queste piante varia da 4 a 10 dm (massimo 13 dm).  La parte sotterranea consiste in una lunga, grossa radice fittonante. Esternamente è scura, ma all'interno è bianca. La parte aerea del fusto è eretta e ramosa nella parte distale. Le radici sono secondarie.
Foglie. Le foglie lungo il caule sono disposte in modo alterno. Il contorno della lamina fogliare è lineare-spatolato; ed è acuto nella parte apicale. La lamina delle foglie basali è allargata, mentre quella delle foglie cauline superiori è più lineare e ridotta. I bordi laterali sono percorsi da pochi denti ottusi e a volte sono ondulati. Alla base delle foglie possono essere presenti alcuni peli fioccosi. Dimensioni delle foglie: larghezza 2 – 5 cm; lunghezza 20 – 35 cm (massimo 40 cm).
Infiorescenza. Le infiorescenze sono composte da numerosi capolini. I capolini, che si aprono solamente alla sera, sono formati da un involucro a forma cilindrica composto da brattee (o squame) disposte su parecchie serie all'interno delle quali un ricettacolo fa da base ai fiori tutti ligulati. Le squame si dividono in due tipi: inferiori e superiori. Quelle inferiori hanno una forma ovato-acuminata (sono più o meno aristate), sono prive di orlo biancastro, sono glabre, e ricoprono quelle superiori di un quarto. Il ricettacolo, a protezione della base dei fiori, è nudo, ossia privo di pagliette. Dimensioni delle squame inferiori: larghezza 5 mm; lunghezza 7 mm. Dimensioni delle squame superiori: larghezza 6 mm; lunghezza 25 mm. Dimensione dell'involucro: larghezza 8 – 12 mm; lunghezza 20 – 30 mm. Diametro dei capolini: 30 – 45 mm.
Fiori. I fiori sono tutti del tipo ligulato (il tipo tubuloso, i fiori del disco, presente nella maggioranza delle Asteraceae, qui è assente), sono tetra-ciclici (ossia sono presenti 4 verticilli: calice – corolla – androceo – gineceo) e pentameri (ogni verticillo ha 5 elementi). I fiori sono ermafroditi e zigomorfi.
- Formula fiorale:

*/x K {\displaystyle \infty }, [C (5), A (5)], G 2 (infero), achenio
- Calice: i sepali del calice sono ridotti ad una coroncina di squame.
- Corolla: le corolle sono formate da una ligula terminante con 5 denti; il colore è giallo; la superficie può essere sia pubescente che glabra; le ligule in genere sono incurvate all'esterno (disposizione radiale). Lunghezza della corolla: 26 – 30 mm.
- Androceo: gli stami sono 5 con filamenti liberi, mentre le antere sono saldate in un manicotto (o tubo) circondante lo stilo.[18] Le antere alla base sono acute. Il polline è tricolporato (con 20 lacune), è echinato (con punte) e anche "lophato" (la parte più esterna dell'esina è sollevata a forma di creste e depressioni).[19]
- Gineceo: lo stilo è filiforme con peli sul lato inferiore; gli stigmi dello stilo sono due divergenti, filiformi, ricurvi con la superficie stigmatica posizionata internamente (vicino alla base).[20]. L'ovario è infero uniloculare formato da 2 carpelli.
- Fioritura: da (maggio) giugno a luglio (agosto).

Frutti. I frutti sono degli acheni con pappo. L'achenio, ristretto all'apice, è lungo 10 – 15 mm. Il pappo, piumoso per morbide proiezioni laterali (pappo fimbriato), è bianco-sporco ed è lungo più o meno come il frutto.

## Biologia
- Impollinazione: l'impollinazione avviene tramite insetti (impollinazione entomogama tramite farfalle diurne e notturne).
- Riproduzione: la fecondazione avviene fondamentalmente tramite l'impollinazione dei fiori (vedi sopra).
- Dispersione: i semi (gli acheni) cadendo a terra sono successivamente dispersi soprattutto da insetti tipo formiche (disseminazione mirmecoria). In questo tipo di piante avviene anche un altro tipo di dispersione: zoocoria. Infatti gli uncini delle brattee dell'involucro si agganciano ai peli degli animali di passaggio disperdendo così anche su lunghe distanze i semi della pianta.

## Distribuzione e habitat

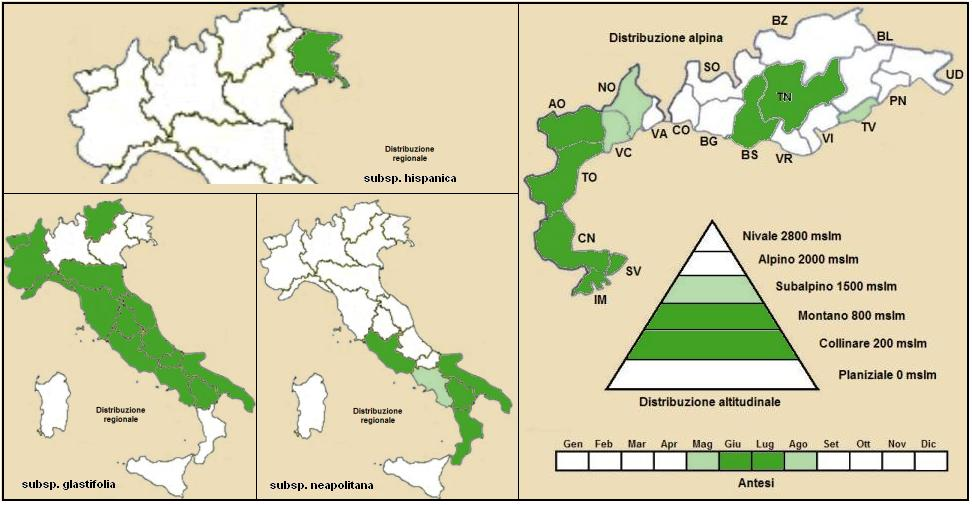
Distribuzione della pianta
(Distribuzione regionale – Distribuzione alpina)
(I nomi delle sottospecie sono relativi alla classificazione precedente.)

- Geoelemento: il tipo corologico (area di origine) è Sud Est Europeo - Sud Siberiano - Eurasiatico.
- Distribuzione: in Italia si trova non troppo frequentemente su tutto il territorio (escluse le isole). All'estero, nelle Alpi, è presente in Francia (tutti i dipartimenti) e in Austria (Länder dell'Austria Inferiore). Sugli altri rilievi europei si trova nel Massiccio del Giura, Massiccio Centrale, Pirenei, Monti Balcani e Carpazi.[22] Fuori dall'Europa si trova nella Siberia occidentale e nell'Africa mediterranea occidentale.[23]
- Habitat: l'habitat tipico per questa specie sono i pendii rupestri e i prati steppici; ma anche gli ambienti ruderali, le aree abbandonate, i margini erbacei, gli arbusteti meso-termofili, pinete, gineprai, querceti, ostrieti termofili e infine i coltivi utilitari. Il substrato preferito è calcareo con pH basico, medi valori nutrizionali del terreno che deve essere secco.[22]
- Distribuzione altitudinale: sui rilievi queste piante si possono trovare da 300 fino a 1900 m s.l.m.; frequentano quindi i seguenti piani vegetazionali: collinare e montano e in parte quello subalpino.

### Fitosociologia

#### Areale alpino
Dal punto di vista fitosociologico alpino Pseudopodospermum hispanicum appartiene alla seguente comunità vegetale:
Formazione: comunità delle macro- e megaforbie terrestri.
Classe: Trifolio-Geranietea sanguinei
Ordine: Origanetalia vulgaris
Alleanza: Geranion sanguinei

#### Areale italiano
Per l'areale italiano completo Pseudopodospermum hispanicum appartiene alla seguente comunità vegetale:
Macrotipologia: vegetazione delle praterie.
Classe: Festuco valesiacae-brometea erecti Br.-Bl. & Tüxen ex Br.-Bl., 1949
Ordine: Ononidetalia striatae Br.-Bl., 1950
Alleanza: Genistion lobelii Molinier, 1934
L'alleanza Genistion lobelii è caratterizzata da praterie mediterraneo-montane, dominate da camefite (emicriptofite cespitose e camefite suffrutticose) ad habitus pulvinato, che crescono su litosuoli calcarei e dolomitici delle Alpi marittime. Può anche colonizzare formazioni di litosuoli calcarei e dolomitici, in condizioni geomorfologiche difficili come di forti pendenze o di creste ventose o su rocce emergenti. La distribuzione di questa alleanza va dai Pirenei orientali alla Corsica sino alle Alpi marittime, provenzali e liguri con penetrazione anche in quelle piemontesi. Tali formazioni xerofile possono essere in rapporto evolutivo con i boschi xerofitici, calcicoli a Quercus ilex e a Quercus pubescens delle Alpi sud-occidentali ma possono pure costituire delle formazioni durevoli in particolari condizioni geomorfologiche come zone scoscese e crinali rocciosi ventosi.
Specie presenti nell'associazione: Anthyllis montana, Helianthemum oelandicum, Carlina acanthifolia, Crepis albida, Globularia repens, Helianthemum apenninum, Iberis saxatilis, Inula montana, Leontodon crispus, Minuartia capillacea, Ononis pusilla, Ranunculus gramineus, Teucrium aureum, Genista desoleana, Fritillaria involucrata, Gentiana ligustica, Ononis striata, Onosma fastigiatum, Plantago argentea, Sesleria caerulea e Thalictrum minus.

## Coltivazione

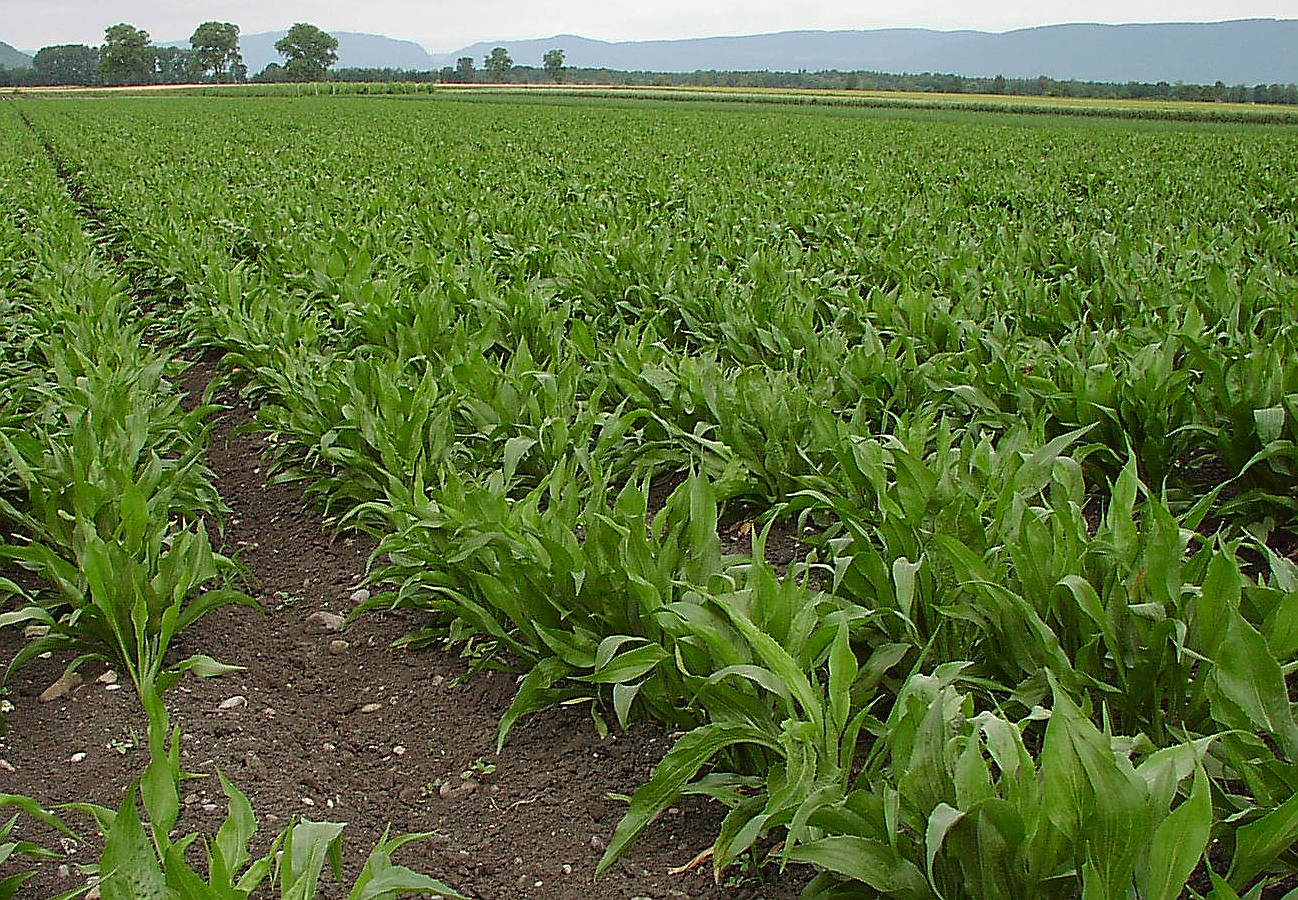
Coltivazione di scorzonera

La scorzonera è stata finora una coltura prevalentemente europea. Belgio, Francia e Paesi Bassi sono i maggiori produttori mondiali di scorzonera; quantità significative vengono prodotte anche in Germania.
La semina della scorzonera si effettua all'inizio della primavera, preferibilmente a fine aprile. Una semina troppo precoce può causare una fioritura precoce e una perdita di raccolto. A causa della forma insolita dei semi, la semina meccanica risulta difficoltosa. Anche la conservazione dei semi è un punto critico, poiché la germinazione è solitamente garantita solo per 1-2 anni. Le condizioni di conservazione ottimali sono asciutte e fresche.
Le radici si sviluppano meglio in terreni sabbiosi e molto leggeri. Eventuali pietre o ghiaia nel terreno possono causare la deformazione delle radici. I valori di pH ideali sono compresi tra 5,8 e 6,5. In generale, la specie può crescere in una varietà di condizioni e ha il potenziale per essere coltivata come coltura commerciale in ambienti marginali meno favorevoli nelle zone temperate.
La raccolta avviene da novembre a marzo, con il periodo ottimale per ottenere un'alta qualità a fine dicembre. Il processo è un po' complicato, poiché le radici sono piuttosto fragili e le radici rotte perdono la loro freschezza. Le radici intere si manterranno fresche per tutto l'inverno se conservate in un luogo fresco e buio, grazie alla loro robusta buccia nera e sugherosa. Nelle cantine possono mantenersi fresche fino a primavera inoltrata. Le radici possono anche essere lavate, sbucciate, tagliate e poi congelate. Nei supermercati si possono acquistare conservate in vetro o in scatola. Nei mercati agricoli, le radici vengono vendute non lavate per garantirne la qualità e la freschezza. La scorzonera è tuttavia resistente al gelo e cresce bene nella maggior parte dei climi temperati-freddi producendo 15-20 tonnellate di radici per ettaro. Negli orti britannici è consuetudine sfruttare il suo carattere perenne lasciando la pianta nel terreno finché le sue radici non raggiungono dimensioni sufficienti per la raccolta; questo può richiedere due anni. Dal punto di vista commerciale, la coltivazione migliore è come secondo raccolto dell'anno. Si raccomanda di effettuare la rotazione delle colture per tre o quattro anni prima di coltivare altre Asteraceae.

## Tassonomia
La famiglia di appartenenza di questa voce (Asteraceae o Compositae, nomen conservandum) probabilmente originaria del Sud America, è la più numerosa del mondo vegetale, comprende oltre 23.000 specie distribuite su 1.535 generi, oppure 22.750 specie e 1.530 generi secondo altre fonti (una delle checklist più aggiornata elenca fino a 1.679 generi). La famiglia attualmente (2021) è divisa in 16 sottofamiglie.

### Filogenesi
Il genere di questa voce appartiene alla sottotribù Scorzonerinae della tribù Cichorieae (unica tribù della sottofamiglia Cichorioideae). In base ai dati filogenetici la sottofamiglia Cichorioideae è il terz'ultimo gruppo che si è separato dal nucleo delle Asteraceae (gli ultimi due sono Corymbioideae e Asteroideae). La sottotribù Scorzonerinae è il secondo clade che si è separato dalla tribù.
All'interno della sottotribù sono stati individuati diversi cladi, alcuni in posizione politomica. Il genere di questa voce, da un punto di vista della filogenesi, si trova in un clade più interno insieme al genere Takhtajaniantha, e, in altre analisi, insieme al genere Epilasia. Questo genere deriva da alcune specie del genere Scorzonera
Il numero cromosomico di P. hispanicum è: 2n = 14.
Il basionimo per questa specie è: Myscolus hispanicus (L.) Endl..

### Variabilità
Questa specie è molto variabile. Nell'ambito del taxon P. hispanicum Sandro Pignatti descrive 3 sottospecie. Altre checklist considerano valide solamente due sottospecie:
- Pseudopodospermum hispanicum subsp. hispanicum,
- Pseudopodospermum hispanicum subsp. neapolitanum (Grande) Bartolucci, Galasso & F.Conti;

mentre la terza sottospecie asphodeloides (Wallrr.) Arcang. è un sinonimo di Pseudopodospermum strictum (Hornem.) Zaika, Sukhor. & N.Kilian.
Descrizione delle sottospecie:
- Pseudopodospermum hispanicum  subsp. hispanicum: il fusto è ramoso verso l'apice; le foglie non sono dimorfiche, quelle inferiori hanno delle forme lineari-spatolate (dimensioni delle foglie: larghezza 2 -5 cm; lunghezza 20 - 35 cm), mentre le superiori sono progressivamente ristrette; l'habitat tipico sono gl'incolti, le vigne e i pendii aridi; in Italia si trova solo al Nord e in parte al Centro fino a quote tra 0 e 1.900 m s.l.m. (è l'entità descritta principalmente).

- Pseudopodospermum hispanicum subsp. neapolitanum (Grande) Bartolucci, Galasso & F.Conti (Basionimo: Scorzonera neapolitana Grande) - Scorzonera a foglie di Plantago: si trova solo in Italia al sud in habitat tipici delle boscaglie aride fino ad una altezza di 600 m s.l.m. (è considerata specie endemica). Si distingue per una minore altezza (20 - 40 cm), il fusto è semplice, le foglie sono dimorfe (le basali sono riunite in rosetta con forme spatolato-acuminate [dimensioni: larghezza 1 - 1,2 cm; lunghezza 8 - 12 cm], mentre le foglie cauline sono ridottissime e più o meno squamiformi [dimensioni: larghezza 1 - 2 mm; lunghezza 25 - 50 mm]), le squame inferiori dell'involucro hanno una forma ovato-acuminata (dimensione: larghezza 4,5 mm; lunghezza 9 mm), quelle superiori sono larghe 4 - 5 mm e lunghe 20 - 22 mm, la corolla è lunga 30 mm e gli acheni sono lunghi 10 mm con pappo bianco candido si 10 - 12 mm. Fuori dall'Italia è presente in Libia.

### Sinonimi
Questa entità ha avuto nel tempo diverse nomenclature. L'elenco seguente indica alcuni tra i sinonimi più frequenti:
- Myscolus hispanicus (L.) Endl.
- Scorzonera hispanica  L.

sottospecie hispanicum
- Hieracium scorzonera  E.H.L.Krause
- Pseudopodospermum glastifolium  (Willd.) Vasjukov & Saksonov
- Scorzonera dentata  Kit.
- Scorzonera denticulata  Lam.
- Scorzonera edulis  Moench
- Scorzonera glastifolia  Willd.
- Scorzonera graminifolia  Hoffm.
- Scorzonera latibracteata  Sennen & Elias
- Scorzonera montana  Mutel
- Scorzonera sativa  Gaterau

sottospecie neapolitanum
- Scorzonera hispanica subsp. neapolitana  (Grande) Greuter
- Scorzonera hispanica subsp. trachysperma  (Fiori) Maire & Weiller
- Scorzonera neapolitana  Grande
- Scorzonera serrulata  Viv.
- Scorzonera trachysperma  Günther ex Spreng.

### Specie simili
Nell'ambito delle "scorzonerine" le seguenti specie sono abbastanza simili a quella di questa voce (sono indicati alcuni caratteri più distintivi):
- Takhtajaniantha austriaca (Willd.) Zaika, Sukhor. & N.Kilian (Scorzonera austriaca Willd. nella "Flora d'Italia"): il rizoma è provvisto di fibre; le foglie hanno una consistenza coriacea e sono glabrescenti; il pappo è biancastro.
- Scorzonera aristata DC.: le squame inferiori dell'involucro sono più o meno aristate e ricoprono oltre la metà di quelle superiori; gli acheni, lunghi 7 - 11 mm, hanno le coste rugoso-tubercolate; il pappo è biancastro.
- Gelasia hirsuta (Gouan) Zaika, Sukhor. & N.Kilian (Scorzonera hirsuta L. nella "Flora d'Italia"): tutta la pianta è ricoperta da peli contorti; gli acheni sono densamente pubescenti e lanosi; il pappo, bruno-rossastro, è lungo il doppio dell'achenio.
- Gelasia villosa (Scop.) Cass. (Scorzonera villosa Scop. nella "Flora d'Italia"): il capolino è lievemente più piccolo; le foglie sono ricoperte da peli biancastri; gli acheni hanno le coste spinulose; il pappo è bruno-rossastro.

## Usi

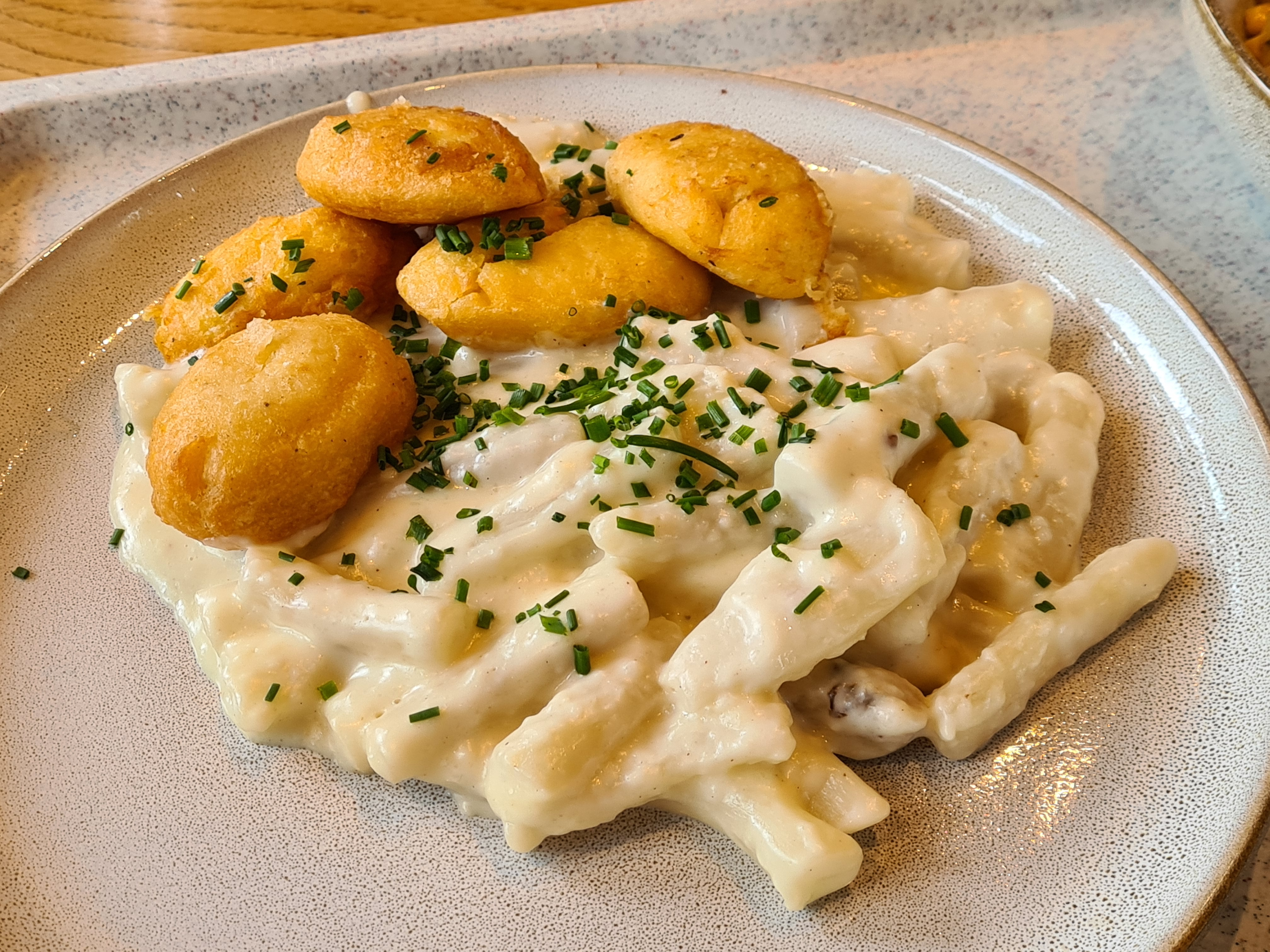
Scorzonere servite con salsa e frittelle di patate

Diverse parti della pianta possono essere consumate, tra cui radici, germogli e fiori. sia cotti che crudi. Il prodotto principale sono però le radici tuberose. La spessa scorza nera della radice è solitamente considerata non commestibile e può essere rimossa prima o dopo la bollitura. Se si rimuove la buccia prima della bollitura, la radice sbucciata deve essere immediatamente immersa in acqua mescolata con aceto o succo di limone, per evitare che annerisca. Poiché la radice contiene un lattice estremamente appiccicoso, spesso è più comodo sbucciarla dopo averla fatta bollire per 20-25 minuti (o meno). I residui di lattice possono essere rimossi strofinando con una goccia d'olio e poi lavando con il sapone.
La scorzonera viene spesso consumata insieme ad altre verdure, come piselli e carote. Ma è anche popolare servita come gli asparagi in una salsa bianca, come la besciamella, la senape o la salsa olandese. Le radici di scorzonera bollite possono anche essere impanate e fritte. Le giovani radici vengono utilizzate nelle insalate e il lattice della salsefrica può essere utilizzato come gomma da masticare. I germogli fioriti vengono consumati in modo simile agli asparagi e i fiori possono essere aggiunti alle insalate, insieme alle piantine marroni o ai lunghi ciuffi di foglie verdi.